# Renato Quattordio
Renato Quattordio Dolhagaray (Don Torcuato, Tigre, provincia de Buenos Aires; 15 de septiembre de 1997) conocido artísticamente como Tato Quattordio es un actor argentino de cine, teatro y televisión. Mayormente conocido por interpretar el papel de Junior en la telenovela infantojuvenil Simona y el de Segundo Machado en la segunda temporada de la telenovela Argentina, tierra de amor y venganza, ambas de Canal 13.

## Vida y carrera
Hizo su formación actoral junto a Inés Pascual y Carlos Rivas en la escuela de Teatro Entre Cajas. Además de tomar clases de batería y percusión. Su debut actoral ocurrió en 2008 al formar parte de la película In nome del Figlio, film italiano dirigido por Alberto Simone. Años más tarde, en 2013, obtuvo pequeñas apariciones especiales en la telenovela Solamente vos.
Durante el 2015, sirvió como panelista del programa Fans en vivo transmitido por la plataforma web FWTV. Además, formó parte del elenco de la obra de teatro La Burbuja, dirigido por Martín Amuy Walsh, estrenada en el Teatro Porteño (2015).
Tras realizar un intensivo taller de casting, en 2017, formó parte del reparto principal de la primera temporada de la serie de Disney XD y Disney Channel, Once interpretando a "Apolodoros Nikotatópulos", apodado "14". El siguió estando en la segunda en 2018 y en 2019 estuvo como invitado en la tercera temporada. 
En 2018, formó parte del elenco principal de la serie Simona, en el papel de Ricardo "Junior" Guerrico, un adolescente que está en búsqueda de su orientación sexual. Este papel le trajo un gran reconocimiento del público recibiendo grandes críticas positivas por su trabajo. Además formó parte de la obra musical de la misma serie, en el estadio Luna Park en Buenos Aires.
Entre 2019 y 2021 protagonizó la primera y segunda temporada de El mundo de Mateo, una miniserie policial dirigida por Mariano Hueter, producida por Cablevisión Flow y Kuarzo TV estrenada por la TV Pública.
En 2020 protagonizó la película Yo, adolescente, dirigida por Lucas Santa Ana, adaptación de la novela de Nicolás "Zabo" Zamorano (Yo, Adolescente). Por su interpretación fue galardonado con el Premio Cóndor de Plata a Mejor Actor y en el Festival de Cine Iberoamericano de Huelva, España (2019).
En 2021, protagonizó junto a Romina Ricci, Amor bandido, un thriller erótico y romántico, dirigido por Daniel Wegner. Interpretando a Joan, un joven estudiante que decide escaparse con su profesora para hacer posible su relación sexoafectiva.
En 2022, interpretó a Lucio en la serie El buen retiro, un chico del interior que viene a Buenos Aires a resolver conflictos familiares y rehacer su vida. Dirigida por Pedro Levati, la trama se enfoca en los misterios y las mentiras que rodean a un grupo de amigas mayores, que decide pasar sus últimos años juntas para resguardar un gran secreto.
En 2023 tuvo un papel en la serie Ringo, gloria y muerte por Star+, la cual retrata la vida del boxeador argentino Oscar "Ringo" Bonavena. En la serie Renato interpretó a Pedro, amigo y confidente del boxeador.
Simultáneamente en el mismo año, le dio vida a Segundo Machado, uno de los protagonistas de la segunda temporada de la telenovela Argentina, tierra de amor y venganza, de Canal 13. Su personaje atraviesa una serie de conflictos personales por su sexualidad, y asimismo del entorno que lo rodea en la Argentina post dictadura cívico militar.

## Filmografía

### Cine
| Año  | Título                  | Papel                   | Notas        |
| ---- | ----------------------- | ----------------------- | ------------ |
| 2007 | El premio de la sortija | Niño                    | Cortometraje |
| 2008 | Mi papá, el golpeador   | Pablo                   | Cortometraje |
| 2010 | Cómplices del silencio  |                         |              |
| 2012 | El Rati Horror Show     |                         |              |
| 2020 | Yo, adolescente         | Nicolás «Zabo» Zamorano |              |
| 2021 | Amor bandido            | Joan Urquijo            |              |

### Televisión
| Año       | Título                               | Papel                           | Notas                             |
| --------- | ------------------------------------ | ------------------------------- | --------------------------------- |
| 2008      | In Nome del Figlio                   | Gianluca                        | Película italiana para televisión |
| 2009      | Los exitosos Pells                   | Tato                            |                                   |
| 2013-2014 | Solamente vos                        | Franco                          |                                   |
| 2015-2016 | Fans en Vivo                         | Él mismo                        | Panelista / Notero                |
| 2017-2019 | O11CE                                | Apolodoros «14» Nikotatópulos   |                                   |
| 2018      | Simona                               | Ricardo «Junior» Funes Guerrico |                                   |
| 2019-2021 | El mundo de Mateo                    | Mateo Angelotti                 |                                   |
| 2020      | Adentro                              | Julián                          |                                   |
| 2022      | El buen retiro                       | Lucio                           |                                   |
| 2023      | Ringo, gloria y muerte               | Pedro                           |                                   |
| 2023      | Argentina, tierra de amor y venganza | Segundo Machado                 |                                   |

### Videos musicales
| Año  | Video              | Papel | Artista  |
| ---- | ------------------ | ----- | -------- |
| 2008 | «Estrella de rock» | Niño  | Anzuelos |

## Teatro
| Año  | Título             | Papel                           | Lugar           |
| ---- | ------------------ | ------------------------------- | --------------- |
| 2014 | El quinto elemento |                                 |                 |
| 2015 | La burbuja         | Fabián                          | Teatro Porteño  |
| 2018 | Simona             | Ricardo «Junior» Funes Guerrico | Teatro Gran Rex |

## Premios y nominaciones
| Año  | Organización                                    | Categoría              | Trabajo           | Resultado | Ref(s) |
| ---- | ----------------------------------------------- | ---------------------- | ----------------- | --------- | ------ |
| 2018 | Kids' Choice Awards Argentina                   | Chico Trendy           | Él mismo          | Nominado  | [ 14 ] |
| 2019 | Produ Awards                                    | Mejor actor revelación | El mundo de Mateo | Nominado  | [ 15 ] |
| 2019 | Festival de Cine Iberoamericano de Huelva       | Mejor actor            | Yo, adolescente   | Ganador   | [ 16 ] |
| 2021 | Premios Cóndor de Plata                         | Revelación masculina   | Yo, adolescente   | Ganador   | [ 17 ] |
| 2021 | Festival Internacional de Cine de Puerto Madryn | Mejor actor            | Amor bandido      | Ganador   | [ 18 ] |